# Hoplocorypha salfii
Hoplocorypha salfii är en bönsyrseart som beskrevs av Scott LaGreca 1939. Hoplocorypha salfii ingår i släktet Hoplocorypha och familjen Thespidae. Inga underarter finns listade i Catalogue of Life.